# Emmalin Pierre
Emmalin Celina Pierre (n. Birchgrove, St. Andrew, 23 de agosto de 1975) es una política granadina que desde febrero de 2025 ejerce como líder de la Oposición de Granada, desde diciembre de 2024 ocupa el cargo de líder política del Nuevo Partido Nacional, la primera mujer en ocupar ambos cargos.

## Trayectoria
Nacida en Birchgrove, en la parroquia granadina de St. Andrew, estudió en la Universidad Napier de Edimburgo, donde obtuvo una maestría en administración de empresas y actualmente cursa estudios de doctorado en la Universidad Walden. Emmalin fue nombrada por primera vez para el Senado en 2003, antes de ser elegida para la Cámara de Representantes en 2013 en representación la circunscripción de Saint Andrew South East. Se desempeñó como Ministra de Juventud, Deportes y Asuntos Religiosos (2003-2008) y Ministra de Educación, Desarrollo de Recursos Humanos, Información y Asuntos Religiosos (2013-2022).
El 15 de diciembre, el Nuevo Partido Nacional (NNP) la eligió como la primera mujer líder política del partido. Emmalin Pierre trabajó como oficial de relaciones públicas antes de su ascenso al puesto de líder. El NNP ha sido dirigido por el Dr. Keith Mitchell desde 1989, después de que fuera elegido líder político durante una convención en la que compitió contra Herbert Blaize, el primer líder del NNP. Antes de la convención, Mitchell anunció que se haría a un lado y respaldó a Pierre como su sucesor.